# 戈采·代尔切夫
格奥尔基·尼科洛夫·代尔切夫（1872年2月4日—1903年5月4日），一般称作戈采·代尔切夫，是20世纪初奥斯曼帝国马其顿和色雷斯的革命家。他是马其顿内部革命组织前身——保加利亚马其顿－阿德里安革命委员会（BMARC，1902年改名为秘密马其顿－阿德里安革命组织，SMARO）的领导者之一，这个准军事化的组织在19世纪末到20世纪初期间活跃在巴尔干半岛。